# 우에무라 히로토
우에무라 히로토(일본어: 植村 洋斗, 2001년 8월 26일~)는 일본의 축구 선수이다.

## 구단 경력
그는 2023년 J2리그의 주빌로 이와타에 입단했다. 2023년 J2리그 준우승으로 J1리그로 승격했다. 2024년후 J2리그에 강등했다.